# Zale norda
Zale norda là một loài bướm đêm trong họ Erebidae.